# フィーバーマキシム
フィーバーマキシムは、1992年1月にSANKYOが発売した、イルミネーションドラムを搭載したパチンコ機のシリーズ名。
「GP」「GPⅢ」「EX」「EXⅡ」「EXⅢ」「DX」の6機種がある。

## 概要
ドラム型のデジパチ。横3ラインが有効ラインとなっている。同時期、フィーバーフラッシュやフィーバーアクシスⅠのように、有効ラインが横1ナナメ2の計3ラインのドラム型デジパチが続けて発表されていたため、横のみが有効ラインとなっているものは極めて変則的だった。
アタッカーはフィーバースパークシリーズと同様の、開くと中央にV入賞口がある、同系列のものを使用している。
フィーバーマキシムシリーズは1992年のSANKYO新台発表会で6機種が発表された。新高輪プリンスホテルにて行われた大々的なものであり、熱量のある宣伝であった。機種の説明の内容や質疑応答の返答では、「麻雀物語より〇〇です」「麻雀物語と同じです」といった、当時人気のあった平和の麻雀物語(1991年)への対抗意識を感じさせる言い回しがされていた。本機種の他に、7セグ調のデジタル表示が特徴のフィーバーアストロン（1992年2月）と新枠のステラ枠が発表された。

## スペック
- フィーバーマキシムGP
  - 賞球数 6&13
  - 大当たり最高継続 16R
  - 大当たり確率 1/245
- フィーバーマキシムGPⅢ
  - 賞球数 6&13
  - 大当たり最高継続 16R
  - 大当たり確率 1/245
- フィーバーマキシムEX
  - 賞球数 7&15
  - 大当たり最高継続 16R
  - 大当たり確率 1/235
- フィーバーマキシムEXⅡ
  - 賞球数 7&15
  - 大当たり最高継続 16R
  - 大当たり確率 1/233
- フィーバーマキシムEXⅢ
  - 賞球数 7&15
  - 大当たり最高継続 16R
  - 大当たり確率 1/245
- フィーバーマキシムDX
  - 賞球数 7&15
  - 大当たり最高継続 16R
  - 大当たり確率 1/216

## 図柄
- 3
- 7
- 5
- BAR
- F

## 演出
ドラム自体や図柄が赤く発光するイルミネーションドラムを初めて搭載した。このドラム様式は後にフィーバーウインダムⅠ（1992年9月）に引き継がれる。
ドラムリールの停止順は左、右、中であり、左右が揃ってリーチになるとスロー回転になる。
「GP」「EX」「DX」にはドラム回転時間変動システムが搭載されており、保留玉の数に応じてドラムの回転時間が変動する。
「DX」以外の機種は大当たり終了後の保留玉1個目が連荘がしやすくなっている。特に「EXⅢ」と「GPⅢ」は連荘率が20%と高めでとりわけ人気があり、ほか4機種と比べて稼働も多かった。

## サウンドトラック
- 『ザ・パチンコ・ミュージックフロム三共 3』 キングレコード、1998年8月21日。KICA-1216。
  - 「EXⅢ」と「GPⅢ」のBGMが収録されている。